# Südöstliche Vieraugenbeutelratte

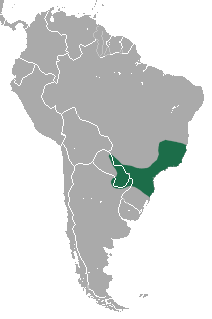
Das Verbreitungsgebiet

Die Südöstliche Vieraugenbeutelratte (Philander quica, früher Philander frenatus) ist eine Beutelsäugerart aus der Familie der Beutelratten (Didelphidae). Sie kommt im südöstlichen Brasilien, in Paraguay östlich des Río Paraguay und in der argentinischen Provinz Misiones vor. Die Südöstliche Vieraugenbeutelratte wurde lange Zeit unter dem wissenschaftlichen Namen Philander frenatus geführt. Da der Holotyp von Philander frenatus aber nicht aus dem Verbreitungsgebiet der Art stammt, sondern aus dem östlichen Amazonasbecken, wurde der wissenschaftliche Name Anfang 2018 zu Philander quica geändert. Philander frenatus ist jetzt ein Synonym von Philander opossum.

## Beschreibung
Die Südöstliche Vieraugenbeutelratte erreicht eine Kopf-Rumpf-Länge von 26,5 bis 32,7 cm und ein Gewicht von 220 bis 910 g. Der Schwanz wird 25,3 bis 32,6 cm lang und hat damit etwa die gleiche Länge wie Kopf und Rumpf zusammen. Die Schwarze Vieraugenbeutelratte hat ein dunkelgraues Fell ohne Mittelstreifen auf dem Rücken. Der Kopf ist dunkelgrau, die für die Gattung Philander charakteristischen Flecken über den Augen sind cremefarben. Die großen Ohren sind rosig, haben aber schwarze Ränder und besitzen einen hellen, cremefarbenen bis weißlichen Fleck an ihrer Basis. Das Bauchfell ist cremefarben oder hellgrau mit einem weißlichen Mittelstreifen. Das Fell ist kurz, dicht und glatt. Die Füße sind rotbraun oder dunkelgrau. Die körpernahen 18 % des Schwanzes sind behaart, der Rest nackt. Das letzte Schwanzdrittel ist weiß. Weibchen haben einen vollständig ausgebildeten, nach vorne offenen Beutel mit insgesamt fünf bis neun Zitzen, zwei bis drei an jeder Seite und einen mittig liegenden. Beide Geschlechter können an der Form ihres Kopfes unterschieden werden.

## Lebensweise
Die Südöstliche Vieraugenbeutelratte kommt vor allem im Atlantischen Regenwald vor, ist hauptsächlich bodenbewohnend, kann jedoch auch gut klettern. Sie ernährt sich vor allem von Gliederfüßern und kleinen Wirbeltieren und ergänzt ihre Ernährung durch Früchte. Nach Untersuchungen in Brasilien fressen die Tiere vor allem Käfer, Zweiflügler, Termiten, Ameisen, Hautflügler, Heuschrecken, Schaben und Schnabelkerfe, sowie Spinnentiere, Schnecken und Krebstiere. Zu den erbeuteten Kleinwirbeltieren zählen Spitzmausbeutelratten, Atlantische Waldratten, Südamerikanische Feldmäuse, das Guyana-Hörnchen (Sciurus aestuans), Kielschwanzleguane, Ameiven, Skinke und Vögel. In der Trockenzeit werden vermehrt Früchte gefressen, wahrscheinlich vor allem wegen ihres Wassergehalts. Insgesamt wurden mehr als 30 Sorten von Früchten genutzt, darunter die von Flamingoblumen, Aechmea, Cocasträuchern (Erythroxylum), Passionsblumen und der Kakteengattung Pilosocereus, sowie Samen von Pfeffer, Fensterblättern und Feigen.
Die Fortpflanzungszeit erstreckt sich in der Nähe von Rio de Janeiro von Juli oder August bis April, von September bis Februar in Minas Gerais und von August bis Februar im nordöstlichen Argentinien. Die Weibchen bauen Nester unter Bäumen oder in den Bäumen, in Baumhöhlen oder in Astgabeln bis in Höhen von acht bis zehn Metern. Pro Wurf bekommen die Weibchen ein bis acht, in den meisten Fällen vier bis sechs Junge. Von der Geburt bis zur Entwöhnung vergehen 70 bis 80 Tage.

## Gefährdung
Die IUCN schätzt den Bestand der Südöstlichen Vieraugenbeutelratte als ungefährdet ein, da sie weit verbreitet und häufig ist, in verschiedenen Schutzgebieten vorkommt und mit vielen verschiedenen Habitaten zurechtkommt.

## Belege
1. 1 2  On the Type Locality of Didelphys frenata Olfers, 1818. Appendix 5 in Robert S. Voss, Juan F. Díaz-Nieto and Sharon A. Jansa. 2018. A Revision of Philander (Marsupialia: Didelphidae), Part 1: P. quica, P. canus, and A New Species from Amazonia. American Museum Novitates. Number 3891; 1-70. DOI: 10.1206/3891.1, Seite 69–70
2. 1 2 3 4  Diego Astúa: Family Didelphidae (Opossums). Seite 147 in Don E. Wilson & Russell A. Mittermeier: Handbook of the Mammals of the World: Monotremes and Marsupials: Volume 5. Lynx Editions, 2015, ISBN 978-84-96553-99-6.
3. ↑  Philander frenatus in der Roten Liste gefährdeter Arten der IUCN.